# Ометепе
Омете́пе — острів вулканічного походження, розташований на озері Нікарагуа, Республіка Нікарагуа в Центральній Америці. Він сформувався внаслідок підняття з дна озера двох вулканів. Топонім Ометепе походить від двох слів індіанської мови науатль, а саме: ome (два) та tepetl (гора), тобто дві гори. Така назва через те, що над островом здіймаються дві вершини вулканів. Ометепе — найбільший за розміром острів на озері Нікарагуа, а також найбільший у світі вулканічний острів, що лежить всередині прісноводного озера.
Два вулкани, Консепсьйон та Мадерас, з'єднані низовинним перешийком, що утворює острів у формі пісочного годинника. Площа острова становить 276 км². Довжина — 31 км, ширина від 5 до 10 км. В економічному плані острів становить інтерес для вигодовування домашньої худоби, сільського господарства та туризму. На острові також вирощують банани.
Починаючи з червня 2010 року, ЮНЕСКО оголосив Ометепе біосферним заповідником.

Панорама острова

## Фауна
На острові досить поширені примати Cebus capucinus та Alouatta palliata, яких намагаються дослідити та зберегти. Для вивчення флори та фауни на території острова створено біологічну польову школу, в якій працюють студенти та науковці з усього світу. У довколишньому озері водиться акула-бик (Carcharhinus leucas).

## Галерея

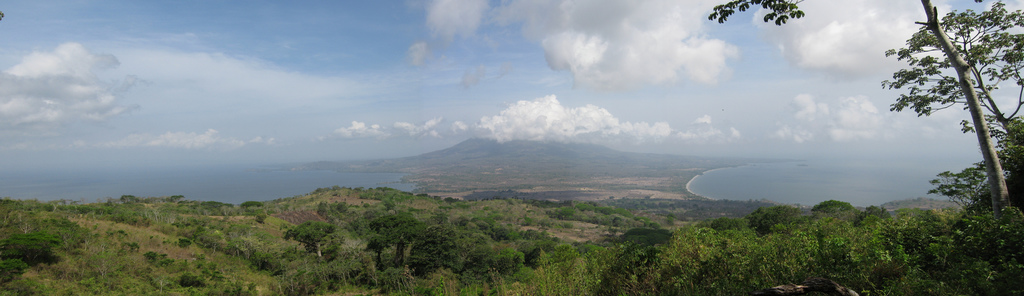
Перешийок, що з'єднує дві частини острова (з боку вулкана Мадерас)
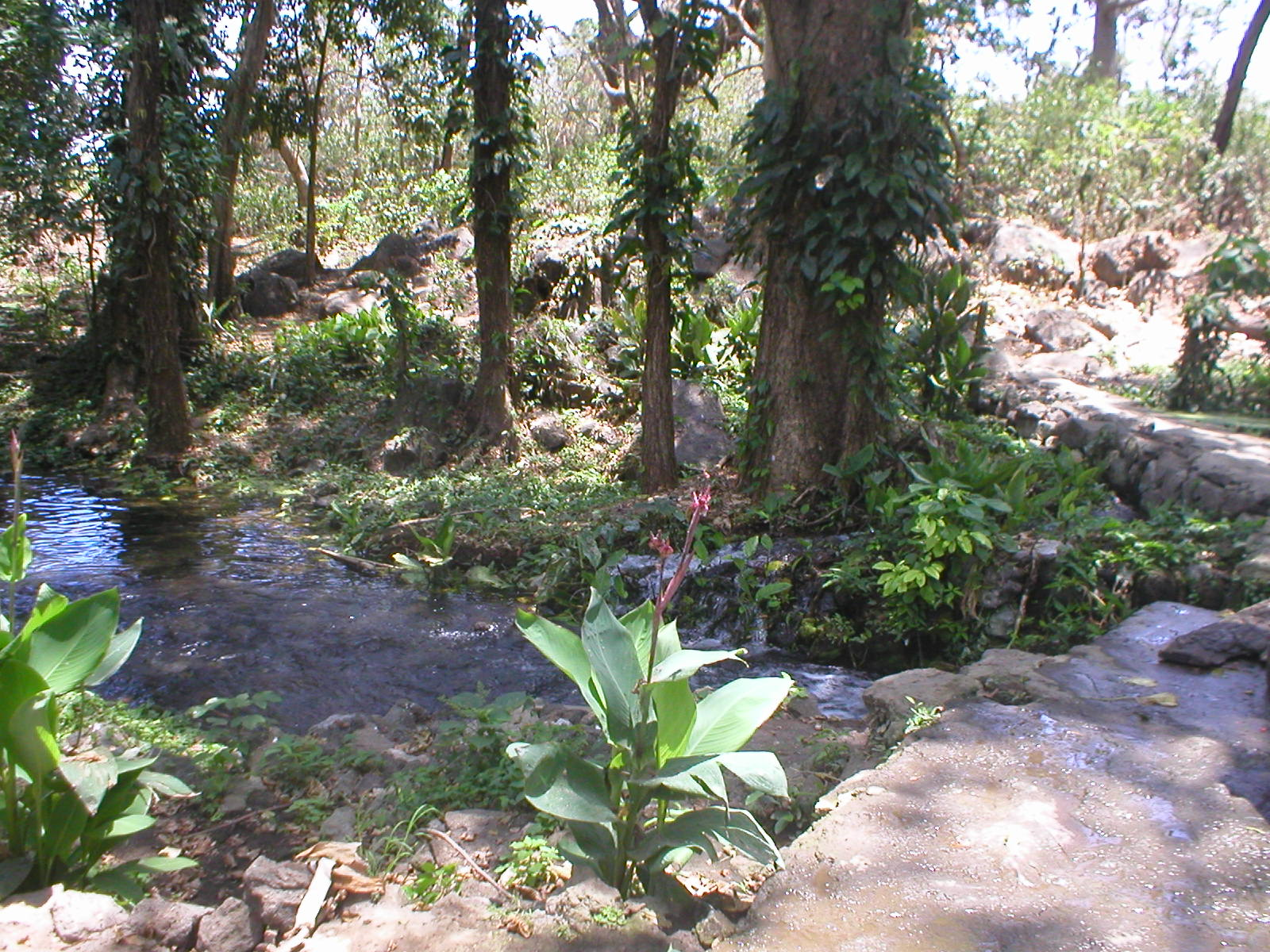
Річка на острові
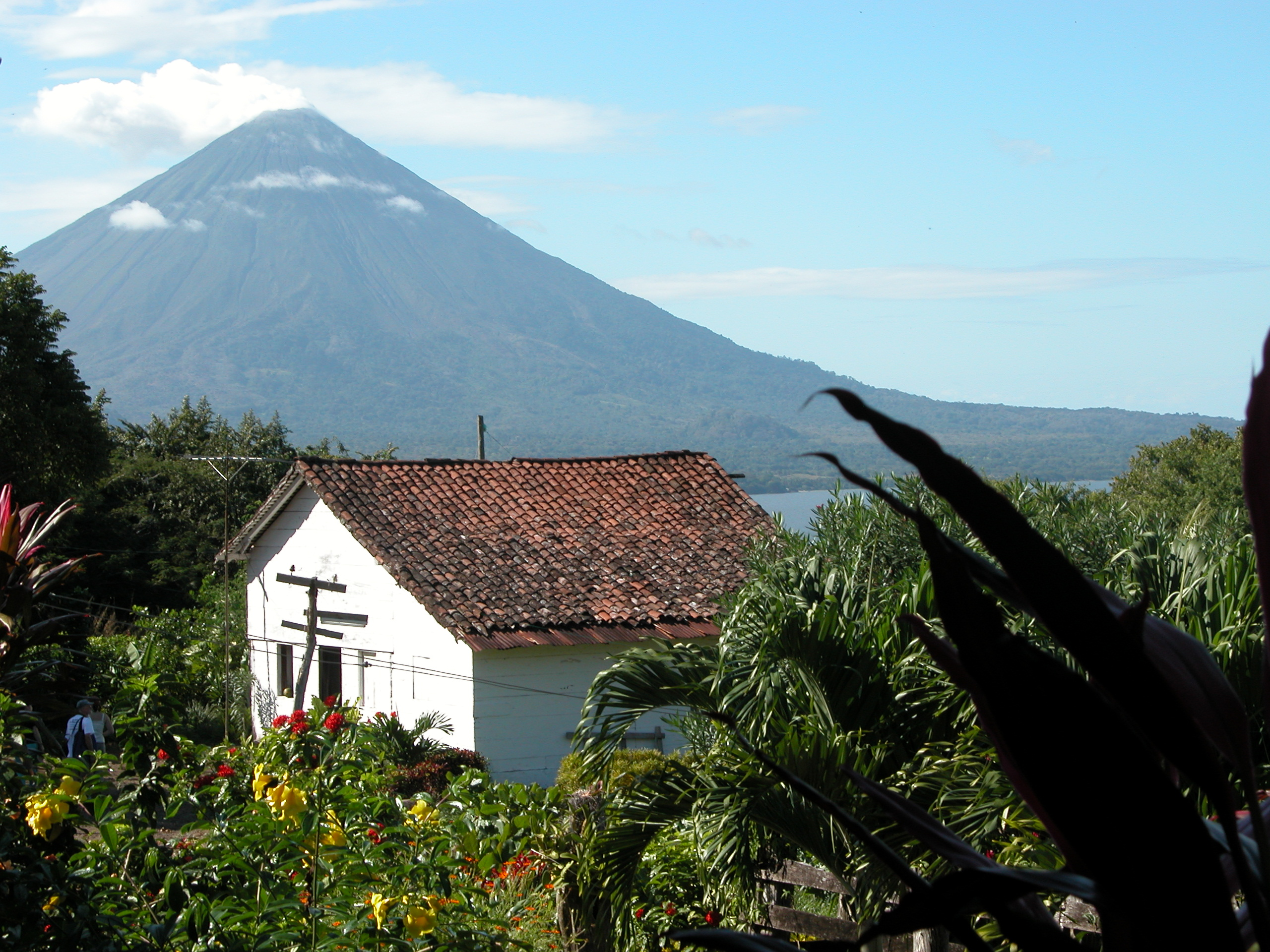
Вулкан Консепсьйон
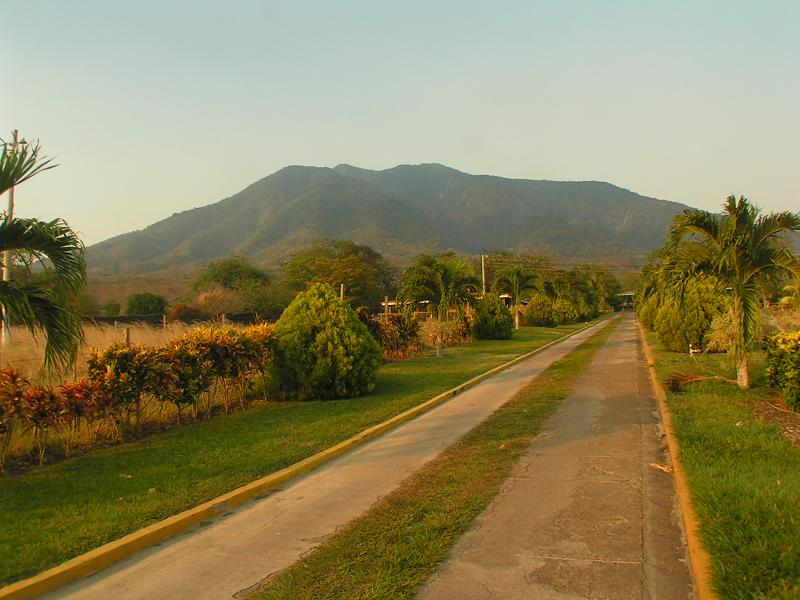
Вулкан Мадерас